# ГЕС Сонг-Бунг 2
ГЕС Сонг-Бунг 2 — гідроелектростанція, що споруджується у центральній частині В'єтнаму. Знаходячись перед ГЕС Сонг-Бунг 4, становить верхній ступінь каскаду на річці Бунг, лівій притоці Vu Gia, яка впадає до Південно-Китайського моря в районі Дананга, утворюючи спільну дельту із Thu Bon.
У межах проекту річку перекрили кам'яно-накидною греблею із бетонним облицюванням висотою 100 метрів та довжиною 350 метрів. Вона утримуватиме водосховище з площею поверхні від 1 км2 до 2,9 км2 та об'ємом 87 млн м3 (корисний об'єм 69 млн м3), в якому можливе коливання рівня між позначками 565 та 605 метрів НРМ.
Зі сховища через лівобережний масив прокладено дериваційний тунель завдовжки 9,1 км з діаметром 4 метри, який переходить у напірний водовід до машинного залу довжиною 0,85 км з діаметром 2,6 метра. Відпрацьована вода повертається у Бунг по відвідному тунелю довжиною 1,1 км з діаметром 4,8 метра. Можливо відзначити, що річка після греблі описує вигнуту на південь велику дугу, так що відстань між греблею та виходом відвідного тунелю по руслу становить приблизно 35 км.
Наземний машинний зал обладнали двома турбінами типу Френсіс потужністю по 50 МВт, які при напорі у 331 метр повинні забезпечувати виробництво 415 млн кВт-год електроенергії на рік.
Видача продукції відбуватиметься по ЛЕП, розрахованій на роботу під напругою 220 кВ.
Реалізація проекту почалась ще у 2011 році, проте його введення в експлуатацію затрималось через інцидент у 2016-му. Тоді станція перебувала на завершальній стадії будівництва і тунель, через який під час зведення греблі відводилась вода, вже перекрили. Невдовзі внаслідок прориву води в тунель загинув один з працівників, а райони нижче за течією зазнали підтоплення. За результатами обстеження виявили суттєві недоліки в якості бетону, що потягло тривалі роботи з підсилення конструкцій. Станом на осінь 2018-го власник станції очікував дозволу на заповнення сховища.